# Oxycnemis
Oxycnemis is een geslacht van vlinders van de familie Uilen (Noctuidae), uit de onderfamilie Cuculliinae.

## Soorten
- O. acuna Barnes, 1907
- O. advena Grote, 1882
- O. erratica Barnes & McDunnough, 1913
- O. franclemonti Blanchard, 1968
- O. fusimacula Smith, 1902
- O. gracillinea Grote, 1881
- O. grandimacula Barnes & McDunnough, 1910
- O. gustis Smith, 1907
- O. mexicana Dyar, 1912
- O. orbicularis Barnes & McDunnough, 1912
- O. subsimplex Dyar